# Медаль «За безупречную службу в органах внутренних дел»
Медаль «За безупречную службу в органах внутренних дел» (каз. «Ішкі істер органдарындағы мінсіз қызметі үшін») — награда органов внутренних дел Республики Казахстан, учреждённая на основании Указа Президента Республики Казахстан от 31 июля 2003 года № 1157 с целью повышения престижа службы в органах внутренних дел.

## Положение о медали
Медалью награждаются сотрудники органов внутренних дел, имеющие выслугу 10 и более лет в органах внутренних дел Республики Казахстан, положительно характеризуемые по службе и образцово выполняющие свой служебный долг.

## Степени
Медаль «Ішкі істер органдарындағы мінсіз қызметі үшін» состоит из трёх степеней:
- 1 степень — для награждения за 20 лет безупречной службы
- 2 степень — для награждения за 15 лет безупречной службы
- 3 степень — для награждения за 10 лет безупречной службы

Награждение медалью производится последовательно от низшей степени к высшей.

## Описание

### Медаль «Ішкі істер органдарындағы мінсіз қызметі үшін» 1 степени
Медаль изготавливается из латуни и имеет форму правильного круга диаметром 34 мм.
На лицевой стороне медали в центре расположена эмблема Министерства внутренних дел Республики Казахстан без меча. В верхней части медали над эмблемой расположена пятиконечная звезда, под эмблемой расположена аббревиатура «ІІМ».
На оборотной стороне медали по центру расположена надпись «Ішкі істер органдарындағы мінсіз қызметі үшін». В нижней части — надпись «20 жыл».
Все изображения и надписи на медали выпуклые. Края медали окаймлены бортиком.
Медаль с помощью ушка и кольца соединяется с шестиугольной колодкой шириной 30 мм и высотой 50 мм, обтянутой шёлковой муаровой лентой. По краям ленты располагаются голубые полосы шириной 7 мм, посередине ленты располагаются две красные полосы шириной 5 мм, между которыми жёлтая полоса шириной 6 мм. Ширина ленты 30 мм.
Медаль с помощью булавки крепится к одежде.

### Медаль «Ішкі істер органдарындағы мінсіз қызметі үшін» 2 степени
Медаль изготавливается из мельхиора и имеет форму правильного круга диаметром 34 мм.
На лицевой стороне медали в центре расположена эмблема Министерства внутренних дел Республики Казахстан без меча. В верхней части медали над эмблемой расположена пятиконечная звезда, под эмблемой расположена аббревиатура «ІІМ». Эмблема, надпись и звезда позолочены.
На оборотной стороне медали по центру расположена надпись «Ішкі істер органдарындағы мінсіз қызметі үшін». В нижней части — надпись «15 жыл».
Все изображения и надписи на медали выпуклые. Края медали окаймлены бортиком.
Медаль с помощью ушка и кольца соединяется с шестиугольной колодкой шириной 30 мм и высотой 50 мм, обтянутой шёлковой муаровой лентой. По краям ленты располагаются голубые полосы шириной 7 мм, посередине ленты располагаются две жёлтые полосы шириной 3 мм, чередующиеся с тремя красными полосами, крайние из которых шириной 4 мм, средняя 2 мм. Ширина ленты 30 мм.
Медаль с помощью булавки крепится к одежде.

### Медаль «Ішкі істер органдарындағы мінсіз қызметі үшін» 3 степени
Медаль изготавливается из мельхиора и имеет форму правильного круга диаметром 34 мм.
На лицевой стороне медали в центре расположена эмблема Министерства внутренних дел Республики Казахстан без меча. В верхней части медали над эмблемой расположена пятиконечная звезда, под эмблемой расположена аббревиатура «ІІМ».
На оборотной стороне медали по центру расположена надпись «Ішкі істер органдарындағы мінсіз қызметі үшін». В нижней части — надпись «10 жыл».
Все изображения и надписи на медали выпуклые. Края медали окаймлены бортиком.
Медаль с помощью ушка и кольца соединяется с шестиугольной колодкой шириной 30 мм и высотой 50 мм, обтянутой шёлковой муаровой лентой. По краям ленты располагаются голубые полосы шириной 7 мм, посередине ленты располагаются три жёлтые полосы шириной 2 мм, чередующиеся с четырьмя красными полосами, крайние из которых шириной 4 мм, средние шириной 1 мм. Ширина ленты 30 мм.
Медаль с помощью булавки крепится к одежде.
Медаль изготавливается на Казахстанском монетном дворе в г. Усть-Каменогорске.